# Epistemology
Epistemology är det sjätte studioalbumet med det norska extreme metal-bandet Keep of Kalessin. Albumet utgavs 16 februari 2015 av skivbolaget Indie Recordings.

## Låtlista
1. "Cosmic Revelation"  – 1:14
2. "The Spiritual Relief" – 9:54
3. "Dark Divinity" – 7:34
4. "The Grand Design" – 7:38
5. "Necropolis" – 7:19
6. "Universal Core" – 3:54
7. "Introspection" – 5:05
8. "Epistemology" – 9:40

Bonusspår på CD-utgåvan
1. "Anima Mundi" – 2:03[2]
2. "Novae Ruptis" – 1:48

## Medverkande
Keep of Kalessin
- Obsidian C. (Arnt Grønbech) – sång, gitarr, keyboard, basgitarr
- Wizziac (Robin Isaksen) – basgitarr, bakgrundssång
- Vyl (Vegar Larsen) – trummor

Övriga medverkande
- Attila Gábor Csihar – sång
- Jon Tore Dombu – trumprogrammering[3]
- Jean Michel – omslagsdesign